# カタルシス

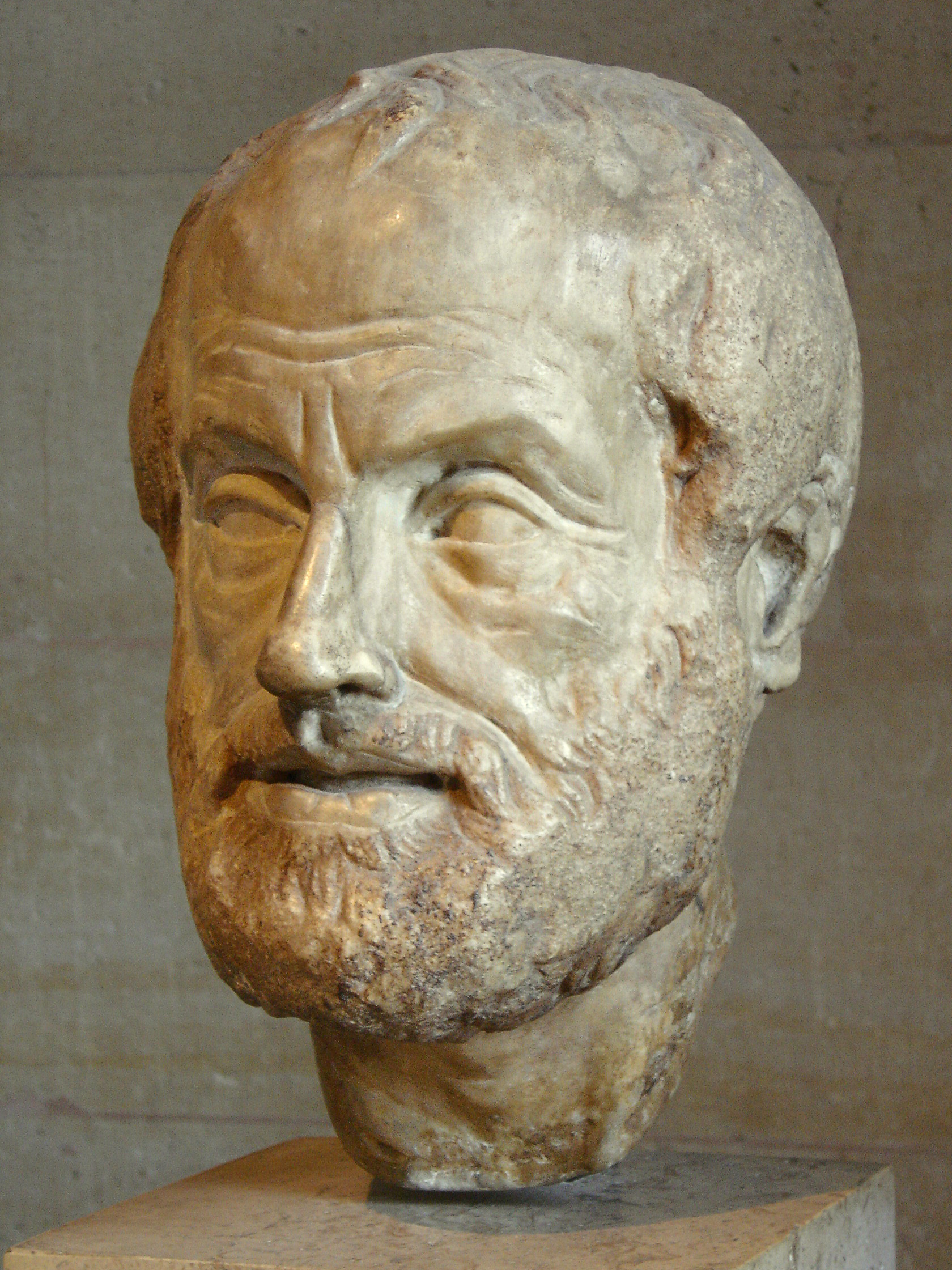
「カタルシス」は、最初にアリストテレスが演劇学用語として使いはじめた。著書『詩学』の中で悲劇の悲劇の効用としてカタルシス論を展開する。

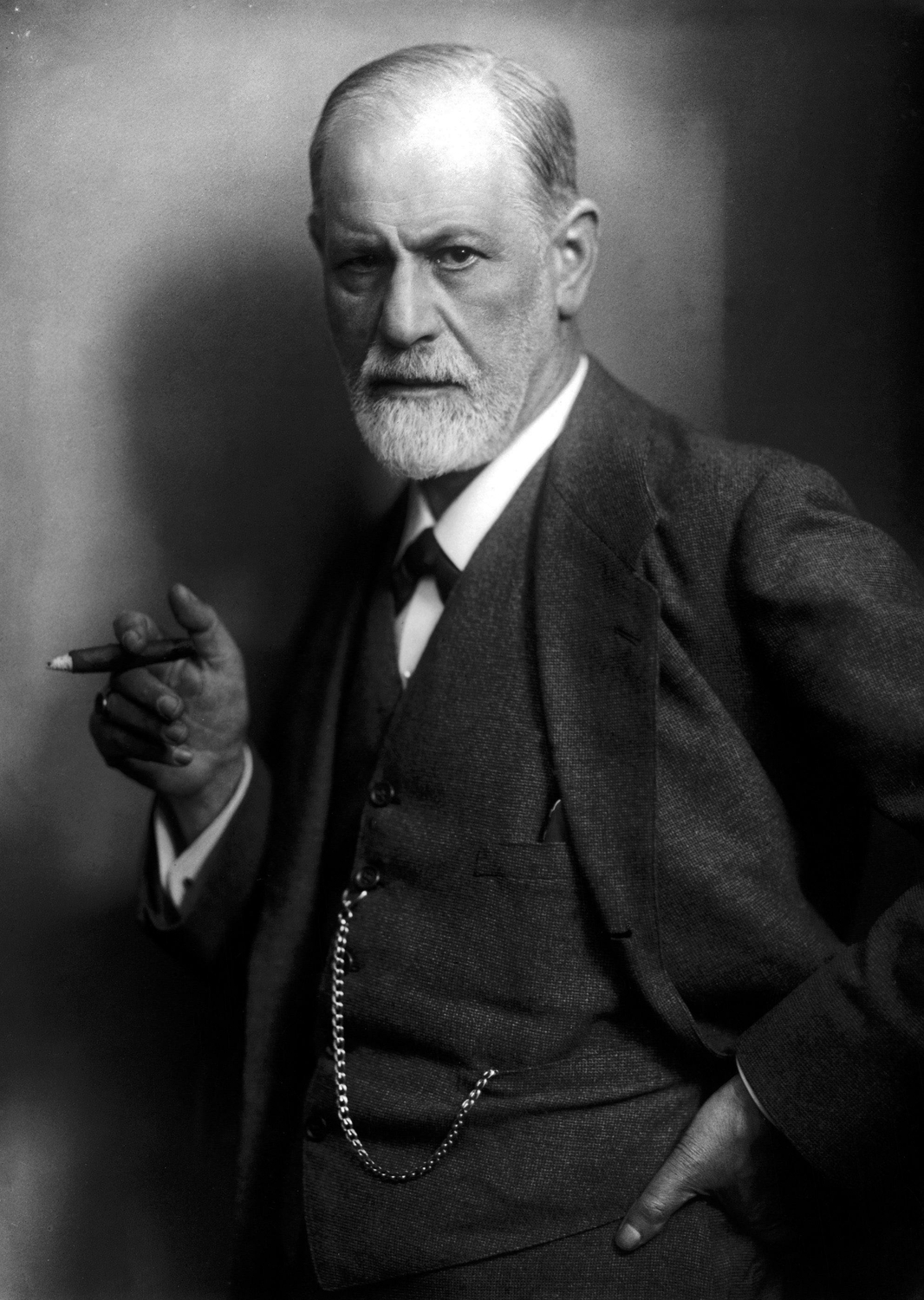
フロイトがヒステリー治療において催眠療法と「悲惨な話を聞いて泣く行為」を併用し、その除反応を「カタルシス」と呼んだ。

カタルシス（古希: κάθαρση、英: catharsis）とは、哲学および心理学において精神の「浄化」を意味する。アリストテレスが著書『詩学』中の悲劇論に、「悲劇が観客の心に怖れ（ポボス）と憐れみ（エレオス）の感情を呼び起こすことで精神を浄化する効果」として書き著して以降使われるようになったが、アリストテレス自身は演劇学用語として使った。
現代においても、映画や演劇、小説、漫画の批評などにおいて、この表現が用いられている。

## 概要
ギリシア語の語幹 κάθαρは「不浄を祓う清めの儀礼」を指す語であり、もともとはセム語で燻蒸を意味する qatar に由来している。つまり、古代ギリシアで不浄を祓う手段として、東方からもたらされた、硫黄などによる燻蒸の儀礼が採用されていたことに起源する語である。
オルペウス教などで「魂の浄化」を指す語として使用され、プラトンも『パイドン』などで同じ意味で使用している。
アリストテレスが演劇学用語として使ったのちに、医学用語として転用され、薬剤を用いて吐かせたり、下痢を起こさせる治療行為を指した。アリストテレスは、『詩学』内で悲劇の効用としてカタルシス論を展開し、効果のひとつとしてカタルシスに言及するが、これが劇中の出来事ないし劇中の登場人物についていわれるのか、それとも観客についていわれるのかについては、明確に言及しておらず、諸説がある。語源は「排泄」、または「浄化」という意味を持ち、それぞれ体内の有害物質を排出することや宗教的な浄化を意味することから、その定義をめぐってはその両説のほかにもさまざまに憶測されている。
近世フランス詩学においては、アリストテレスのカタルシス論は悲劇論の中核をなすものとして理解され、カタルシスは、観者の魂に「怖れと憐れみ」によって浄化を起こすものと理解された。
精神科医のジークムント・フロイトがこの語を採用したことから、カタルシスは代償行為によって得られる満足を指す心理学用語としても用いられるようになった。フロイトは、ヒステリー治療において催眠療法と「悲惨な話を聞いて泣く行為」を併用し、その除反応を「カタルシス」と呼び、以降精神医学界では一般に精神療法用語として定着する。
嫌だった思いを人に話すと、話しただけで気分が楽になることがあるが、これをカタルシス効果と呼ぶ。